# Джанкой (станція)
Джанко́й — вузлова сортувальна залізнична станція Кримської дирекції Придніпровської залізниці на перетині магістральних ліній Мелітополь — Севастополь та Херсон — Керч. Розташована в однойменному місті Автономної Республіки Крим.

## Історія
Станція відкрита у 1874 році під час будівництва Лозово-Севастопольської залізниці.
У 1970 році станція електрифікована постійним струмом (=3 кВ) в складі дільниці Мелітополь — Сімферополь.

Історичні світлини
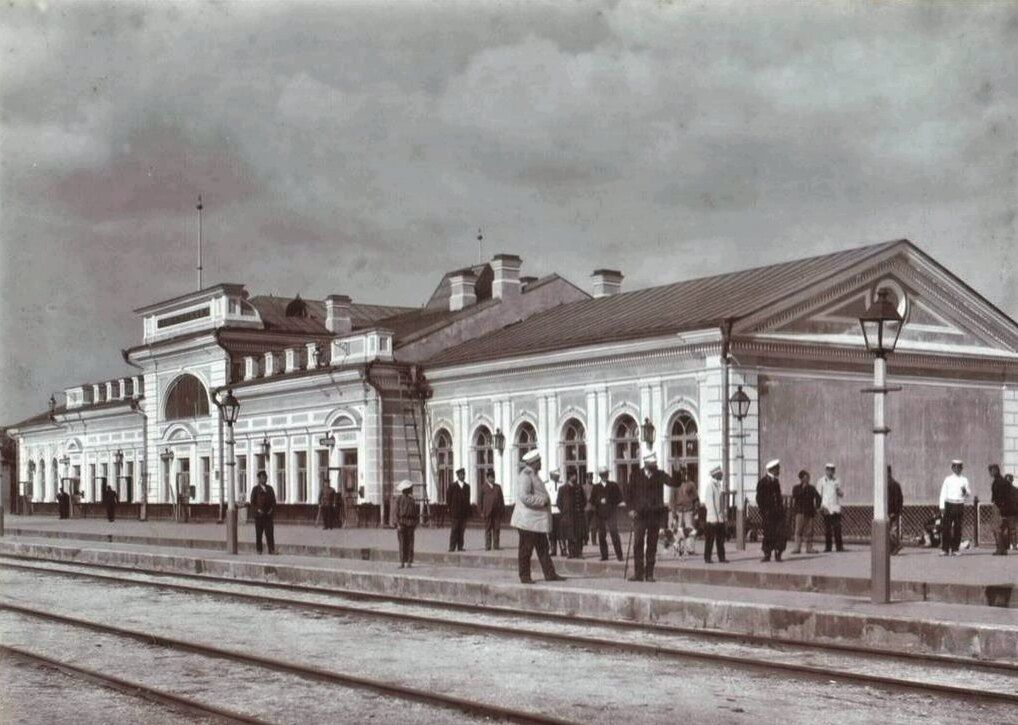
Вокзал станції Джанкой (1910)
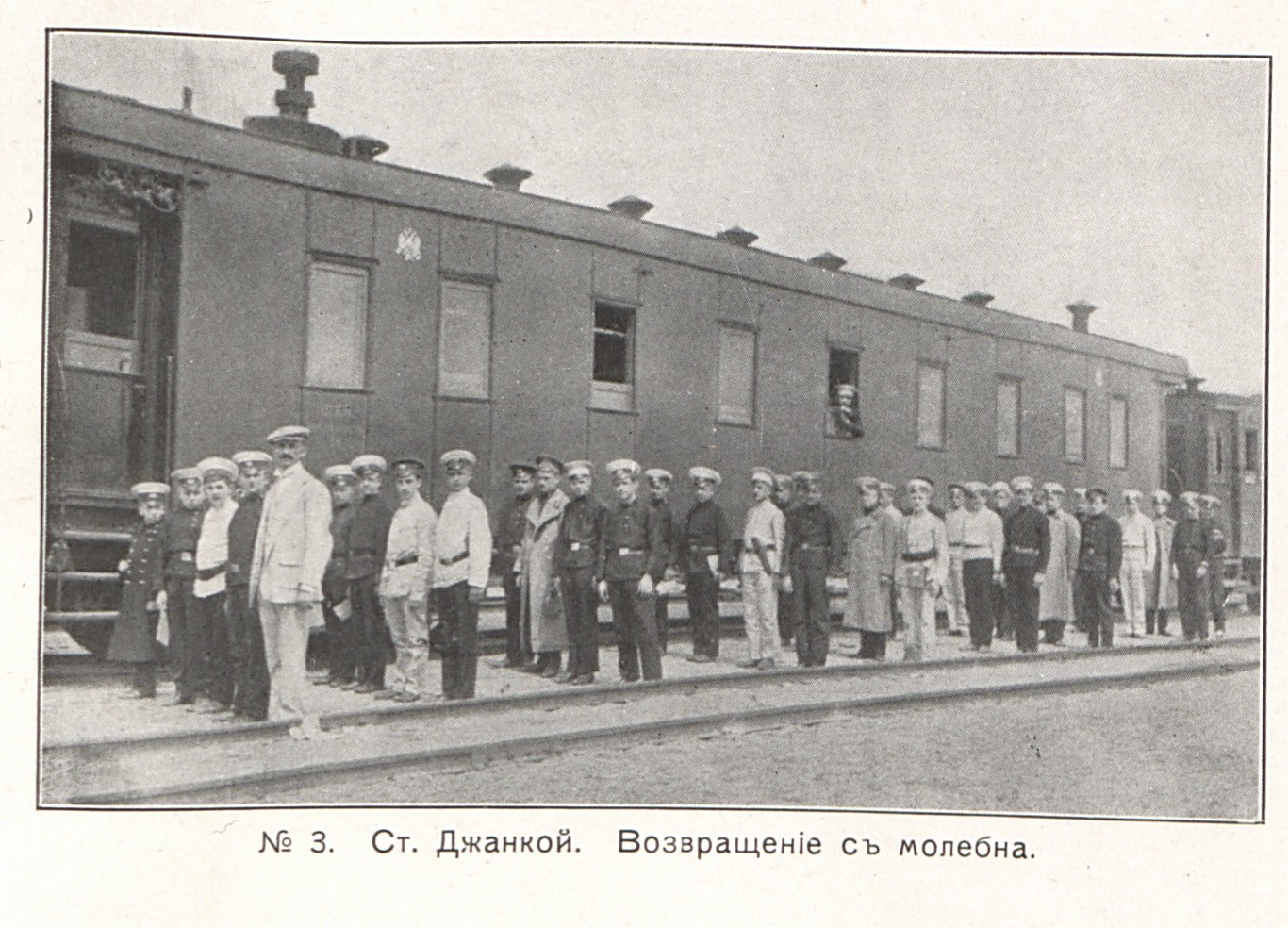
Поїзд на станції Джанкой (1912)

27 грудня 2014 року припинено рух поїздів з материкової України.
16 серпня 2022 року, близько 06:15 біля Джанкоя, у тимчасово окупованому Криму, в селі Майське, пролунали потужні вибухи. Рух поїздів, що прямували з окупованого півдня України до окупованого Криму, було призупинено після ранкових вибухів у Джанкойському районі. Таке рішення прийняла нелегетимна  «влада» Криму. Зі станції Владиславівка, що розташована у Феодосійському районі Криму, від якої відгалужується залізниця на найближчу станцію Феодосія від основної лінії Джанкой — Керч, було організовано автобусне сполучення для пасажирів, які прибували поїздами. За офіційними даними окупантів, вибухи сталися «на території майданчика тимчасового зберігання боєприпасів однієї з військових частин». Також окупанти розповсюдили інформацію, що начебто внаслідок займання на майданчику зберігання боєприпасів у Джанкої «серйозно постраждалих немає, вживаються заходи щодо гасіння пожежі». За інформацією МО РФ займання сталося на території обвалованого майданчика тимчасового зберігання боєприпасів однієї з військових частин. В результаті відбулася детонація боєприпасів, що там зберігалися.
Через станцію Джанкой російські окупанти регулярно здійснюють перевезення озброєння, військової техніки та особовий склад окупаційної армії.

## Інфраструктура
На початку 2000-х років станція перебувала в занедбаному стані. З жовтня 2006 року по червень 2007 року тривала капітальна реконструкція, під час якої повністю реконструювана будівля вокзалу, побудуваний північний термінал для приміських поїздів та прокладена друга колія залізниці завдовжки 2,6 км. Пропускна здатність станції Джанкой після реконструкції збільшилася на 10-15 пар поїздів на добу. Реконструкція станції дозволила одночасно відправляти і приймати як пасажирські, так і вантажні поїзди. 9 червня 2007 року відбулося відкриття вокзалу станції Джанкой після реконструкції.

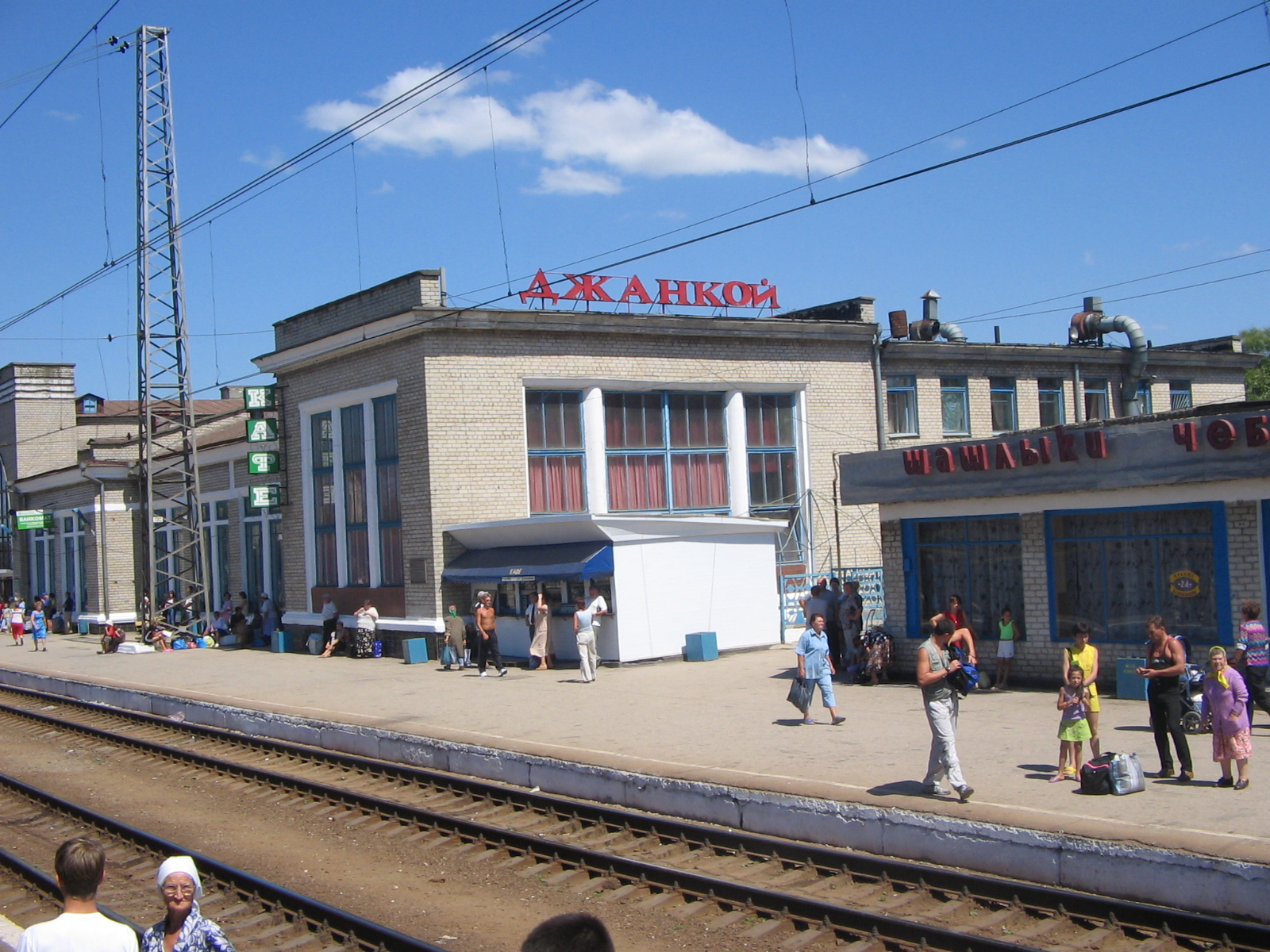
Вокзал (2005)
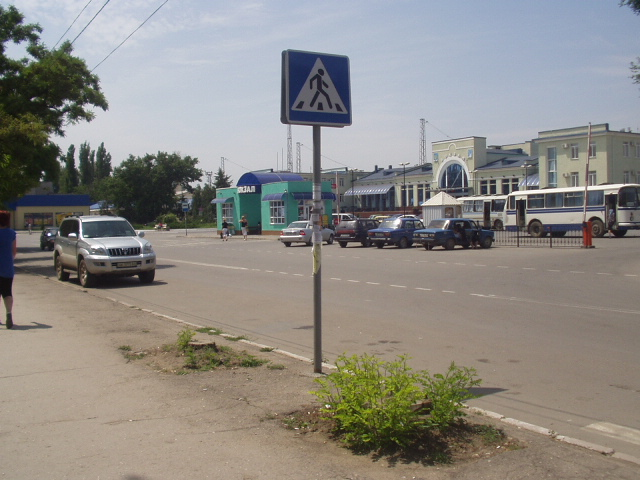
Привокзальна площа (2009)
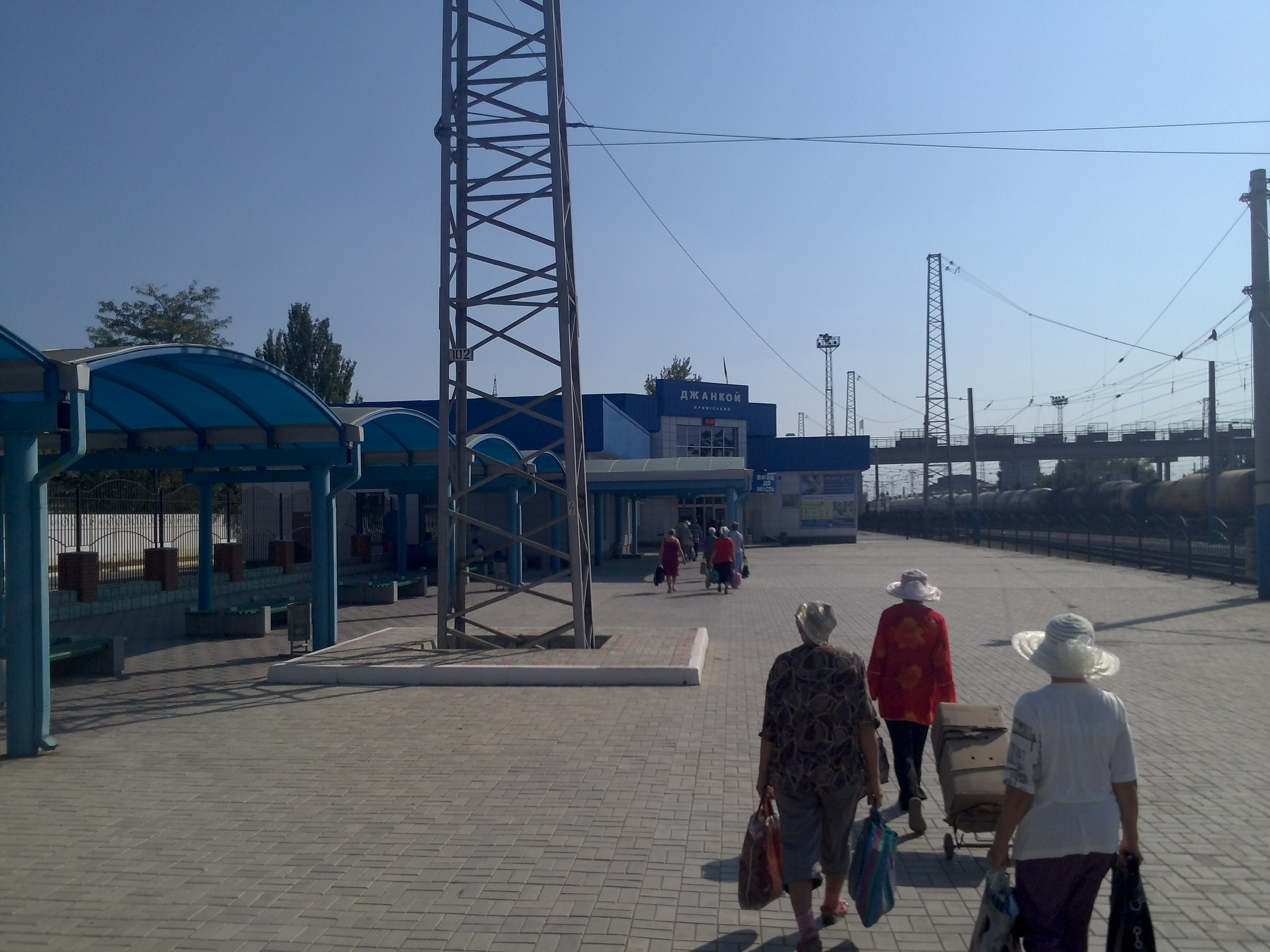
Приміський вокзал станції Джанкой

На станції діють два вокзали для поїздів приміського та далекого сполучення, каси продажу квитків приміського та далекого сполучення, камери схову, багажне відділення.

## Пасажирське сполучення
З 1 квітня 2014 року керівництво Кримської дирекції залізничних перевезень (з 2014 року ця структура називає себе Кримською залізницею), яка входила до складу Придніпровської залізниці, скасувала ряд приміських електропоїздів, що сполучали Крим з материковою частиною України, зокрема, на напрямках Сімферополь — Новоолексіївка — Генічеськ, Сімферополь — Мелітополь, обмеживши курсування електропоїздів до станції Солоне Озеро. З 2 квітня 2014 року приміські електропоїзди зі сторони Новоолексіївки курсують лише до станції Сиваш.
З 27 грудня 2014 року через припинення руху поїздів далекого сполучення до Криму станції Новоолексіївка та Херсон є кінцевими для усіх пасажирських поїздів, що доти курсували до Сімферополя, Севастополя, Євпаторії, Керчі та Феодосії.
З 2014 року станція Джанкой відігравала виключно місцеве значення. Оскільки Кримом здійснюлося лише рух приміських поїздів до станцій Солоне Озеро (4 рейси), Керч (3 рейси), Феодосія (2 рейси), Армянськ (2 рейси) та Сімферополь (7 рейсів, у тому числі 4 з Солоного Озера та 3 з Джанкоя), Євпаторія (1 рейс). Даних щодо розкладу руху пасажирських поїздів далекого та приміського сполучення по станції Джанкой сайт «Укрзалізниці» не відображає.
23 грудня 2019 року з материкової частини Росії вирушив поїзд № 7/8 «Таврія» Санкт-Петербург — Севастополь, а 24 грудня 2019 року двоповерховий поїзд № 27/28 Москва — Сімферополь, які курсують через Керченський міст. З 25 грудня 2019 року поїзди прибувають на станцію Джанкой. На цій станції здійснюється зміна локомотива ТЕП70БС на ВЛ10 та зворотно. 
У червні-липні 2020 року призначалися наступні поїзди під управлінням тимчасової окупаційної влади:
- № 192/191 Москва — Севастополь;
- № 179/180 Санкт-Петербург — Євпаторія;
- № 172/171 Москва — Євпаторія;
- № 525/526 Кисловодськ — Сімферополь;
- № 75/76 Єкатеринбург — Сімферополь (через Казань);
- № 142/141 Єкатеринбург — Сімферополь (через Волгоград).

Поїзди належать до російської компанії «Гранд-Сервіс-Експрес», це пов'язано з тим, що у разі запуску поїздів Російських залізниць до Криму, то одразу ж вони підпадуть під санкції, тому вагони поїздів курсують без логотипів Російських залізниць. За українським законодавством, що всі, хто в'їжджає до Криму і виїжджає з нього по незаконно побудованому мосту, відразу ж підпадають до категорії осіб, які вчинили злочин, тому що порушують порядок в'їзду на територію України.

## Галерея

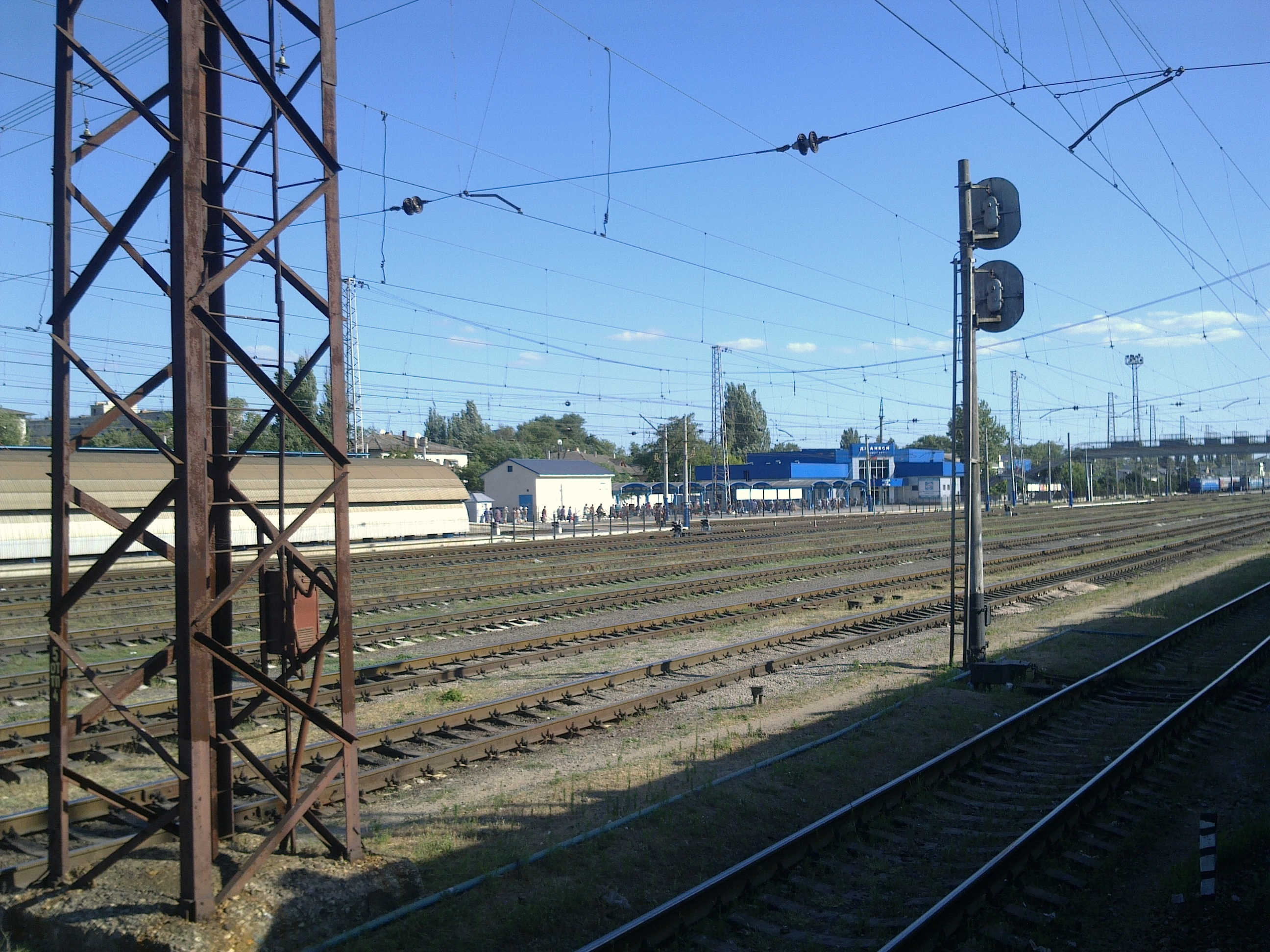
Вокзал станції Джанкой
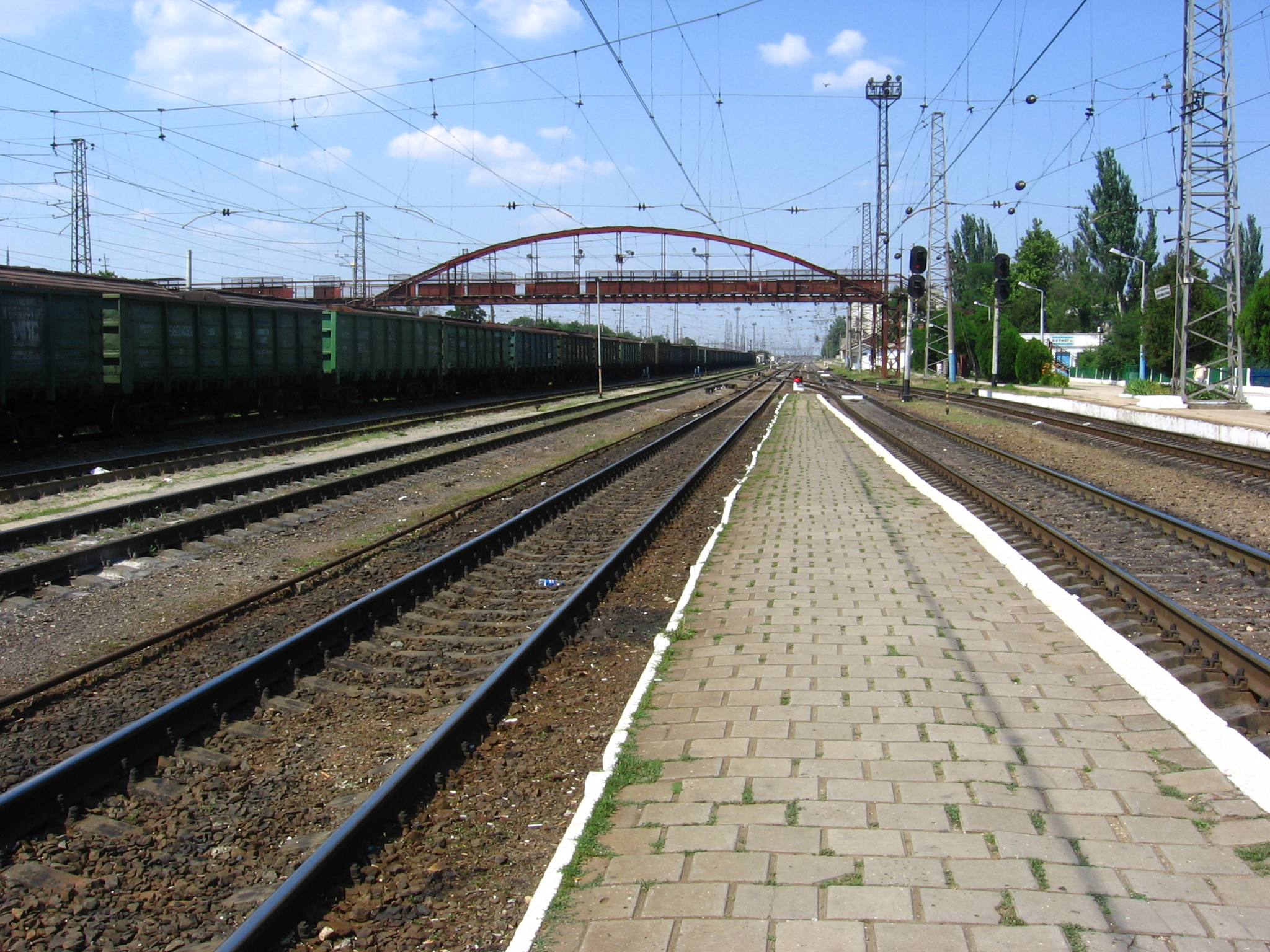
Пасажирські платформи
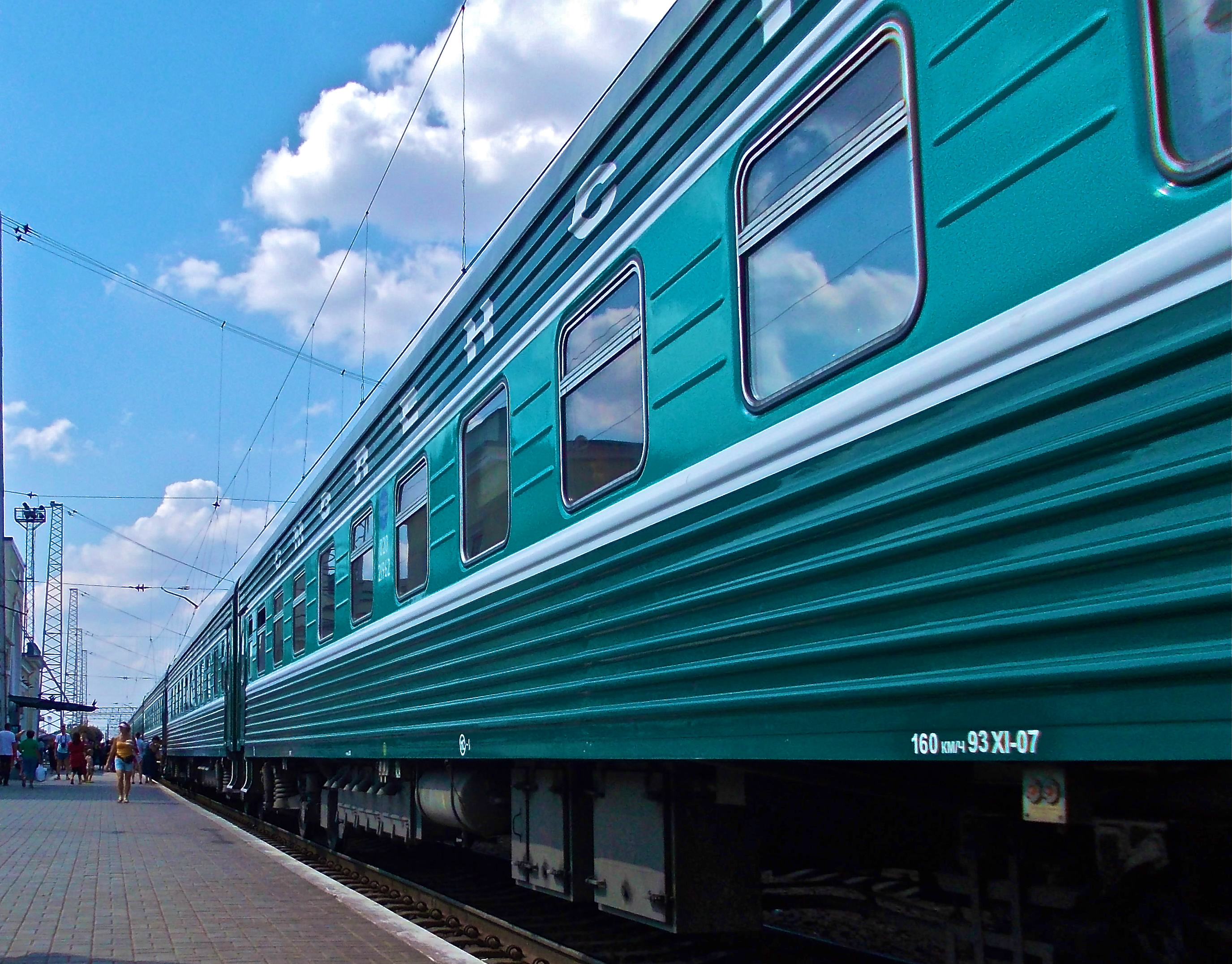
Поїзд сполученням Смоленськ — Феодосія (серпень 2012)